# Filmarks
Filmarks（フィルマークス）は、株式会社つみきが運営する映画・ドラマ・アニメのレビューサイトおよびオンラインデータベースサイト。スマートフォンアプリ（iPhone、Android）、パソコン版サイトを提供している。
2021年10月時点で12万作品以上のタイトルを登録し、1億件以上を超えるレビューが投稿されている。

## 沿革
- 2008年5月 - 株式会社つみきが設立される。Web制作の受託事業を展開[4]。
- 2012年8月 - 映画レビューサイト"Filmarks"を開設[4]。
- 2015年6月 - Webマガジン「FILMAGA」をリリース[5]。
- 2017年9月 - iOSアプリ内でドラマ版のレビューサービスを開始（Androidアプリ内でも2018年5月に開始）[6]。
- 2018年12月 - 上映スケジュール機能の提供を開始[7]。
- 2020年10月 - アプリ・WEBでアニメ版のレビューサービスを開始[8]。